# Newtalk新聞
Newtalk新聞，原稱新頭殼，是台灣「先驅媒體社會企業股份有限公司」所經營的一個新聞資訊平台品牌，屬網路媒體，2009年9月1日上線。

## 歷史

### 創業時期
2009年7月24日，「先驅媒體社會企業股份有限公司」以新聞出版業向主管機關註冊成立，創業時營運團隊主要由《台灣日報》末代董事長顏文閂時代的員工組成。創辦人兼首任董事長是前《台灣日報》總主筆蘇正平，首任總製作是前《台灣日報》總編輯莊豐嘉，首位政治記者是前《台灣日報》政治中心副主任林朝億（也是「台灣日報員工自救會」會長，台灣意識鮮明）。
2009年9月1日，時值中華民國記者節，新頭殼上線。

### 危機
2015年，莊豐嘉在facebook宣布從新頭殼離職。
2016年11月30日，前新頭殼總顧問胡元輝證實，上星期新頭殼召開股東會，決定停止營運。胡元輝表示，新頭殼資本額還算足夠，新頭殼關門並非外界傳言「錢燒光了」，而是找不到永續經營的商業模式：以台灣的網路環境，獨立媒體無法靠網路廣告支持營運，新頭殼這幾年想找多元營收的方式維持營運卻無法達成目標。同年12月1日，《鏡週刊》報導，新頭殼創辦人兼董事長蘇正平表示，考量未來幾年媒體環境可能不會改善，新頭殼董事會及股東會決議2016年年底停止營運。
2016年12月15日，新頭殼發出公告，新頭殼原經營團隊在2016年11月時認為以現有經營條件，未來發展有若干關鍵瓶頸難以突破，遂決定於2016年度終了時停止營運；但消息傳出後各界紛紛感到惋惜，更有台灣中部幾位殷實本土企業家表明願意引進資金與技術；經過多次懇談後已達成共識，決定維持原有的編輯採訪團隊，繼續為讀者服務。經雙方達成共識後，決定預計2017年2月正式交接。蘇正平說，原本他決定在新頭殼停止營運以後退休，但既然有本土企業家願意接手經營新頭殼，他會留任並給予協助。

### 易主
2017年3月28日，上報披露，接手新頭殼的公司競鋒國際，董事長趙一葵是台灣中部電競新貴，代理藍寶堅尼超級跑車，而且與手機遊戲大廠網銀國際合作密切；新頭殼新經營團隊欲請原經營團隊留下，但蘇正平已婉拒，新頭殼即由社會企業轉型為獨資企業。根據經濟部商業司資料，競鋒國際入主以前的新頭殼，董事長為蘇正平，董事包括自立報系業務體系出身者余懷英、小英教育基金會《想想論壇》主編賴秀如、企業家陳熾成、由中華民國文化部部長鄭麗君之夫沈學榮擔任董事長的慕哲社會企業等；競鋒國際入主以後的新頭殼董事名單，已全部更換為競鋒國際的法人代表。
2017年10月，新頭殼推出APP。

### 現況
2020年2月28日，眾報披露，慕哲社會企業曾在2014年8月5日至2017年3月2日投資新頭殼，並持股130萬股成為第一大股東。眾報指出，曾經高居新頭殼要職的胡元輝、蘇正平、莊豐嘉等人，如今一個個進入隸屬中華民國文化部的國營媒體（胡元輝與蘇正平時任中央廣播電臺董事，莊豐嘉時任華視總經理），恐遭外界質疑是政治分肥。

## 創業
新頭殼創業時主要營運團隊如下：
- 董事長：蘇正平--前《自立早報》副總編輯、前《台灣日報》總主筆、前台灣新聞記者協會會長、前行政院新聞局局長、中央通訊社前董事長、優質新聞發展協會理事長。
- 總顧問：胡元輝--前《自立晚報》社長、民間全民電視公司新聞部採訪中心前主任、臺灣電視公司前總經理、中央通訊社前社長、公共電視文化事業基金會前總經理、國立中正大學傳播學系暨電訊傳播研究所副教授、愛爾達科技顧問。
- 總製作：莊豐嘉--中央通訊社前副總編輯、前《台灣日報》總編輯，與楊長鎮共同主編《認識台灣眷村：1949－2006》（民主進步黨族群事務部2006年11月初版，ISBN 978-957-29227-2-9）。2015年在facebook宣布從新頭殼離職，發起「返鄉當特派」計畫，號召青年返鄉參與地方公民記者培訓，募資創辦「新公民媒體公司」培育地方公民記者[9]；2016年擔任公民監督國會聯盟公民資訊頻道小組召集人，2016年9月1日擔任議題社群平台《串樓口》首任社長[10]，之後轉任中華電視公司新聞部經理，2018年3月8日至2022年1月21日轉任中華電視公司總經理。

## 營運模式
社會企業
新頭殼創辦人蘇正平認為，台灣常見兩種媒體營運模式是「民間／商營」與「政府出資／公共媒體」，各有缺點；新頭殼則採社會企業模式，以議題為中心，結合關注社會議題的公民記者，推動閱聽大眾擁有近用媒體的權利，不接受置入性行銷。。
透明編輯室
新頭殼社會企業時期，報導形式包括傳統文字、照片和影音資訊、現場網路直播，並向各地公民記者徵稿。另採行二項創新機制：「編輯室透明化」讓大眾讀者參與討論、檢驗開放編輯室（Open Newsroom）的運作；邀請學者出任「公評人」（ombudsman）聽取使用者申訴。但是，兩項制度施行不久即因效果不如預期而停擺。
關注公民團體
新頭殼社會企業時期，報導重點放在國際新聞和彰顯公民力量，並開設網路影音節目《幸福加油站》供各種公民團體輪流主持。此時期的新頭殼曾因幾則報導受到矚目，包括率先報導維基解密關於台灣的消息、《中國時報》總編輯夏珍因稱呼陳雲林為「C咖」而下台事件。

## 外部連結
- 官方网站